# Лицарська плата
Лицарська плата (англ. Knight's fee) — наділ землі достатній для підтримки лицаря в англо-нормандських Англії та Ірландії епохи феодалізму. Призначався як для власних потреб, утримання зброєносців та слуг, так і як засіб для забезпечення себе та підлеглого підрозділу кіньми та обладунками для участі у військових діях.